# Copa Bionaire
Copa Bionaire – żeński turniej tenisowy kategorii WTA 125K series rozgrywany w 2013 zaliczany do cyklu WTA, w latach 2007 od 2012 rozgrywany był turniej rangi ITF rozgrywany na twardych kortach w kolumbijskiej miejscowości Cali.

## Mecze finałowe

### gra pojedyncza
| Rok                 | Mistrzyni           | Finalistka            | Wynik         |
| 2013                | Lara Arruabarrena   | Catalina Castaño      | 6:3, 6:2      |
| ↑ WTA 125K series ↑ |                     |                       |               |
| 2012                | Alexandra Dulgheru  | Mandy Minella         | 6:3, 1:6, 6:2 |
| 2011                | Irina-Camelia Begu  | Laura Pous Tió        | 6:3, 7:6(1)   |
| 2010                | Polona Hercog       | Mariana Duque Mariño  | 6:4, 5:7, 6:2 |
| 2009                | Anastasija Jakimawa | Rossana de los Ríos   | 6:3, 6:0      |
| 2008                | Mathilde Johansson  | Jekatierina Szułajewa | 3:6, 6:0, 6:1 |
| 2007                | Teliana Pereira     | Frederica Piedade     | 7:6(2), 6:2   |
| ↑ ITF ↑             |                     |                       |               |

### gra podwójna
| Rok                 | Mistrzynie                            | Finalistki                             | Wynik             |
| 2013                | Catalina Castaño Mariana Duque Mariño | Florencia Molinero Teliana Pereira     | 3:6, 6:1, 10–5    |
| ↑ WTA 125K series ↑ |                                       |                                        |                   |
| 2012                | Karin Knapp Mandy Minella             | Alexandra Cadanțu Raluca Olaru         | 6:4, 6:3          |
| 2011                | Irina-Camelia Begu Elena Bogdan       | Jekatierina Iwanowa Kathrin Wörle      | 2:6, 7:6(6), 11–9 |
| 2010                | Edina Gallovits Polona Hercog         | Estrella Cabeza Candela Laura Pous Tió | 3:6, 6:3, 10–8    |
| 2009                | Betina Jozami Arantxa Parra Santonja  | Frederica Piedade Anastasija Jakimawa  | 6:3, 6:1          |
| 2008                | Mailen Auroux Estefania Craciún       | Melanie Klaffner Ksienija Mileuska     | 6:1, 6:4          |
| 2007                | Joana Cortez Roxane Vaisemberg        | Ana Clara Duarte Teliana Pereira       | 5:7, 6:4, 6:4     |
| ↑ ITF ↑             |                                       |                                        |                   |